# Louise Faure-Favier
Louise Faure-Favier (nascida Jeanne Lucie Augustine Claudia Faure-Favier em Firminy, 12 de dezembro de 1870 – 5 de Março de 1961) foi uma escritora francesa e aviadora. Ela é considerada por alguns como sendo a primeira mulher francesa a trabalhar como jornalista profissional.